# هارالد كلوزه
هارالد كلوزه (بالألمانية: Harald Klose)‏ هو لاعب كرة قدم ألماني في مركز الهجوم، ولد في 12 مارس 1945 في إيجنسدورف في ألمانيا. لعب مع باير 04 ليفركوزن وشالكه 04 ونادي بيرخيم ونادي فالينسيان.

## وصلات خارجية
- هارالد كلوزه على موقع قاعدة بيانات كرة القدم.إي يو (الإنجليزية)
- هارالد كلوزه على موقع بيانات كرة القدم. دي إي (الألمانية)
- هارالد كلوزه على موقع عالم كرة القدم.نت (الإنجليزية)